# Aspitates minimus
Aspitates minimus là một loài bướm đêm trong họ Geometridae.